# سفيتلانا ميدفيديفا
سفيتلانا ميدفيديفا (بالإنجليزية: Svetlana Medvedeva)‏ (و. 1965 – م) هي عالمة اقتصاد من روسيا ولدت في كرنشتات.